# 도미 부부 설화
도미 부부 설화(都彌夫婦說話)는 한국의 설화이다. 《삼국사기》에 수록되어 있으며 삼국 시대 백제 때의 인물인 도미(都彌)와 그 부인, 그리고 백제의 개루왕(근개루왕)을 주인공으로 하고 있다.

## 개요
《삼국사기》에 실려 있는 내용은 다음과 같다.
백제 사람 도미는 호적에 편입(編戶)된 평민으로서 의리를 아는 사람이라는 평판이 있었고, 그의 아내도 아름다울 뿐 아니라 절개가 있다는 칭찬을 받고 있었다. 이 소문을 들은 개루왕이 도미를 불러 「부녀자의 덕(德)이라는 것이 지조 굳고 행실이 깨끗함을 우선으로 한다지만, 그윽하고 어두운, 사람 없는 곳에서 교묘한 말로 유혹하면 마음이 움직이지 않을 사람은 드물 것이다.」라고 말했고, 도미는 「사람 마음이라는 것이 헤아릴 수 없다고는 하지만 저의 아내 같은 사람은 죽어도 변하지 않을 것입니다.」라고 대답하였다. 개루왕은 그의 아내를 시험해 보기 위해, 일을 핑계로 도미를 붙잡아두고 신하를 시켜 왕의 옷을 입고 마부를 데리고 밤에 그 집에 가게 한 다음, 도미의 부인에게는 따로 왕이 행차할 것이라고 알리게 했다. 왕을 가장한 신하는 그 부인에게 「나는 오랫동안 네가 아름답다는 소리를 들었다. 도미와 내기하여 이겼으니 내일 너를 궁인(宮人)으로 들이기로 하였다. 이 다음부터 네 몸은 내 것이다.」라며 동침하려 했는데, 부인은 「국왕께서는 거짓말을 하지 않으실 것이니 제가 감히 따르지 않겠습니까? 대왕께서는 먼저 방에 들어가 계십시오. 제가 옷을 갈아입고 들어가겠습니다.」 하고는 물러나와, 계집종을 꾸며 대신 방에 들여 보냈다. 그러나 자신이 속은 것을 알게 된 왕은 격분하여 도미에게 가짜 죄를 씌워, 그의 눈을 멀게 하고 홀로 작은 배에다 실어 강에 띄워 보낸 뒤, 다시 도미의 아내를 끌어다가 강제로 간음하려 했다. 부인은 「지금 남편을 잃고 홀로 남은 이 한 몸을 스스로 보전할 수 없습니다. 하물며 왕의 시비가 되었으니 어찌 감히 어길 수 있겠습니까? 지금 월경 중이라서 온 몸이 더러우니 다른 날을 기다려 향기롭게 목욕한 후에 오겠습니다.」라고 둘러댔고, 이번에도 왕은 그 말을 믿고 허락하고 말았다. 부인은 곧바로 도망쳐 강어귀에 이르렀으나 건널 수가 없었다. 하늘을 향해 통곡하다가 문득 배 한 척이 물결을 따라 이르는 것이었다. 그것을 타고서 천성도(泉城島)라는 섬에 이르러 부인은 남편 도미와 재회하였다. 다행히 도미는 아직 죽지 않은 상태였다. 부부는 풀뿌리를 캐어 먹고 살다가 함께 배를 타고 고구려의 산산(䔉山) 아래에 이르렀고, 고구려 사람들은 부부의 처지를 딱하게 여겨 옷과 음식을 주었다. 이후 부부는 그곳을 떠돌며 가난하게 살다가 일생을 마쳤다.
한국에서 가장 오래된, 문헌상 기록을 확인할 수 있는 「열녀」로서 유교를 국시로서 강조했던 조선 시대에는 《삼강행실도》 등의 국가 편찬물에 「미처담초(彌妻啖草)」라는 제목으로, 그림을 곁들인 이야기로서 수록되어 전해지기도 하였다.

## 이야기의 시대 배경
이 설화에 등장하는 왕은 개루왕이며 도미 부부의 일은 개루왕의 재위 시기로 비정되는 2세기의 일로서 기록되어 있지만, 오늘날에는 도미 부부의 일은 개루왕이 아니라 개로왕(근개루왕) 때에 있었던 일로 여겨지고 있다. 첫째로 개로(蓋鹵)와 개루(蓋婁)가 통한 것으로 추정되는 점, 둘째로 개로왕을 근개루왕이라 부르기도 했으며 일본서기에 나타나듯 앞의 '근'(近) 글자는 종종 생략되기도 했다는 점이 지목된다. 또한 1977년 《삼국사기》의 국역과 함께 주석을 달았던 이병도는 개루왕 당시에는 고구려와 백제 사이에 낙랑군(樂浪郡)이 있어 백제에서 고구려로 곧장 간다는 것은 불가능했으므로 도미 부부의 일은 실제로는 「근개루왕」이라고도 불렸던 21대 개로왕 때의 설화일 것이라 추정하였다. 도미 부부 설화가 개루왕 대의 사건일 수 없는 근거로는 1) 백성을 호(戶) 단위로 편재한 사실, 2) 백제의 왕을 「대왕」으로 칭할 정도로 왕권이 전제적이라는 점 등이 거론되는데, 개루왕때보다 훨씬 후대의, 왕권의 전제화가 이루어진 시기의 이야기로 여겨진다는 것이다. 그러나 이러한 주장을 따르지 않는 의견도 있다.

## 도미 부부 설화의 무대
도미 부부 설화의 전승은 백제의 첫 도읍지였던 위례성 및 한성의 위치와 관련해, 초기 백제의 근거지로 비정되는 지금의 서울 강동구 · 송파구와 경기도 하남시 일대의 한강 유역을 무대로 하는 것으로 여겨지고 있다. 《삼국사기》에 나오는 천성도라는 섬은 오늘날 어디인지 정확한 위치가 알려져 있지 않은데, 《신증동국여지승람》 광주목 산천조에 보면 지금의 경기도 하남시 동부면 창우리 앞의 팔당나루를 도미의 눈을 빼서 던진 도미나루(渡迷津)라고 지목하고 있다. 도미 부부가 마지막에 달아난 산산은 《삼국사기》 지리지에 따르면 신라의 삭주(朔州) 정천군(井泉郡) 산산현(䔉山縣)으로 고구려의 매시달현이었으며 현재의 함경남도 원산 지방으로 비정된다.
하남시의 주장과는 반대로 송파구 풍납동(風納洞)의 풍납토성을 백제의 위례성으로 추정하는 견해에서 지리적인 거리를 미루어 볼 때 도미진(渡迷津) 설화는 설득력이 없으며, 도미진과 두미진(斗迷津)은 같은 장소인데, 도미(都彌)와 음이 같을 뿐 상관성은 없다는 반박과 함께, 강동구 암사동의 「두무개」라는 지명은 「도미」와 음상(音相)이 똑같아서 가장 설득력이 있다는 주장도 나오게 되었다. 강동구에서는 2004년 3월 20일, 천호1동의 천일공원에 도미부인의 동상을 세웠다가 동상의 무게 문제로 2009년 10월 천호2동 472-2번지의 녹지공원으로 이전하였다.
이것에 대해서 충청남도 보령시에서 현지에 전해지는 지명 전승을 근거로 하여 도미 부부 설화의 무대는 보령임을 주장하고 나섰다. 한국의 성주 도씨(星州都氏)는 도미를 그들 가문의 도시조(都始祖)로서 모셨는데, 경상남도 창원시 진해구 청안동 산81-1번지에 해당하는 지역에는 도미의 무덤이라는, 「백제정승도미지묘」라는 이름까지 붙은 봉분이 있었다. 이 봉분은 2003년에 해당 지역이 임해공단 개발부지 내에 편입되는 등의 문제로 충청남도 보령시로 이장되었다.
앞서 보령시 오천면에는 도미 부부 설화와 비슷한 내용의 설화가 전해져 오고 있었는데, 「미인도(美人島)」(원래 이름은 「빙도」), 「도미항」, 「상사봉(想思峰)」, 「원산도(怨山島)」 등 도미 설화와 관련이 있는 것으로 보이는 지명이 자시(自市)에 남아 있음을 근거로 보령시는 1992년 소성리(蘇城里)의 상사봉 정상에 도미 부인을 기리기 위한 사당인 정절각(貞節閣)을 만들었고, 1994년에 또 다시 도미부인의 사당인 정절사를 지어 95년부터 해마다 경모제를 올리게 되었다.
이에 대해 하남시는 2009년 10월 31일에 하남문화원 주최 「제1회 도미설화 학술대회」에서 보령의 도미부인 설화를 위작으로 단정하면서 하남 지역이 근거지라고 주장, 보령시의 주장을 반박하고 나섰다. 보령시 또한 「백제 문화가 재조명되면서 이를 문화콘텐츠로 개발하려는 일부 지역의 시도가 있으나, 도미부인 설화는 이미 보령이 모든 주도권을 확보한 상태」이며, 「보령 근거설을 부정하는 측 역시 역사적인 증거가 아니라 그 지역에서 유래되고 있는 지명 등을 근거로 추측하는 수준」이라고 지적하였다. 실제로, 하남문화원의 학술대회에서 제기됐던 하남시의 두미나루 유래설 역시 도미가 아니라 두물나루(한강 두 줄기가 합쳐지는 곳, 양수리)에서 유래된 것으로 보는 견해가 우세해 보령시 관계자의 주장을 뒷받침하고 있다는 것이다. 다만 보령에서는 2002년 대천극단의 「도미부인」 창작극이 공연된 이후로 이렇다 할 후속 활동이 이어지지 않고 있다.

## 관련 작품
소설
* 박종화, 「아랑의 정조」 (1937년) - 원전에 기록이 없는 도미 부인의 이름을 「아랑」이라고 붙였다.
* 최인호, 「몽유도원도」 (1996년) - 여기서는 고구려에 간 뒤에도 자신의 미모 때문에 위험에 빠질 것을 두려워한 도미의 부인이 스스로 얼굴에 상처를 내어 훼손시킨다는 이야기가 보충되어 있으며, 도미 부부의 죽음과 고구려인들이 도미 부부의 생전 모습을 한 혼령이 배를 타고 가는 환상을 보게 된다는 이야기가 등장하고 있다. 2002년에 동명의 연극으로도 각색되었다.
악극
* 「도미부인」 (차범석 극본, 1984년) - 한국 국립무용단 초대 단장이었던 송범(1926년~2007년)에 의해 LA 올림픽 초청공연으로 특별제작되었던 작품. 2012년 동명의 제목으로 리메이크되었는데, 연출을 맡은 국수호는 1984년 당시 주인공 도미 역을 맡았던 경력이 있다.
* 「몽유도원도」(최인호 원작, 2002년) - 윤호진이 연출을 맡았다.
* 「도미나루의 아랑」 (2007년) - 하남시 문화예술회관과 하남&허성재 무용단의 합작 무용극. 2007년 하남종합문예회관 개막기념공연. 당시 에스파냐의 그라나다 시에서 열렸던 「스페인 - 포르투갈 시민을 위한 춤 축제」(7월 8일~7월 23일)와 포르투갈의 리스본에서 열린 라보스 페스티벌에서 하남중앙문화예술단 초청공연으로, 알람브라 궁전 그리고 마드리드의 마요르 광장에서 선보였다.
* 「황포돛배와 도미부인의 사랑이야기」 (2013년)
뮤지컬
- 「아랑가」(2016)